# ۵ (آدامس)

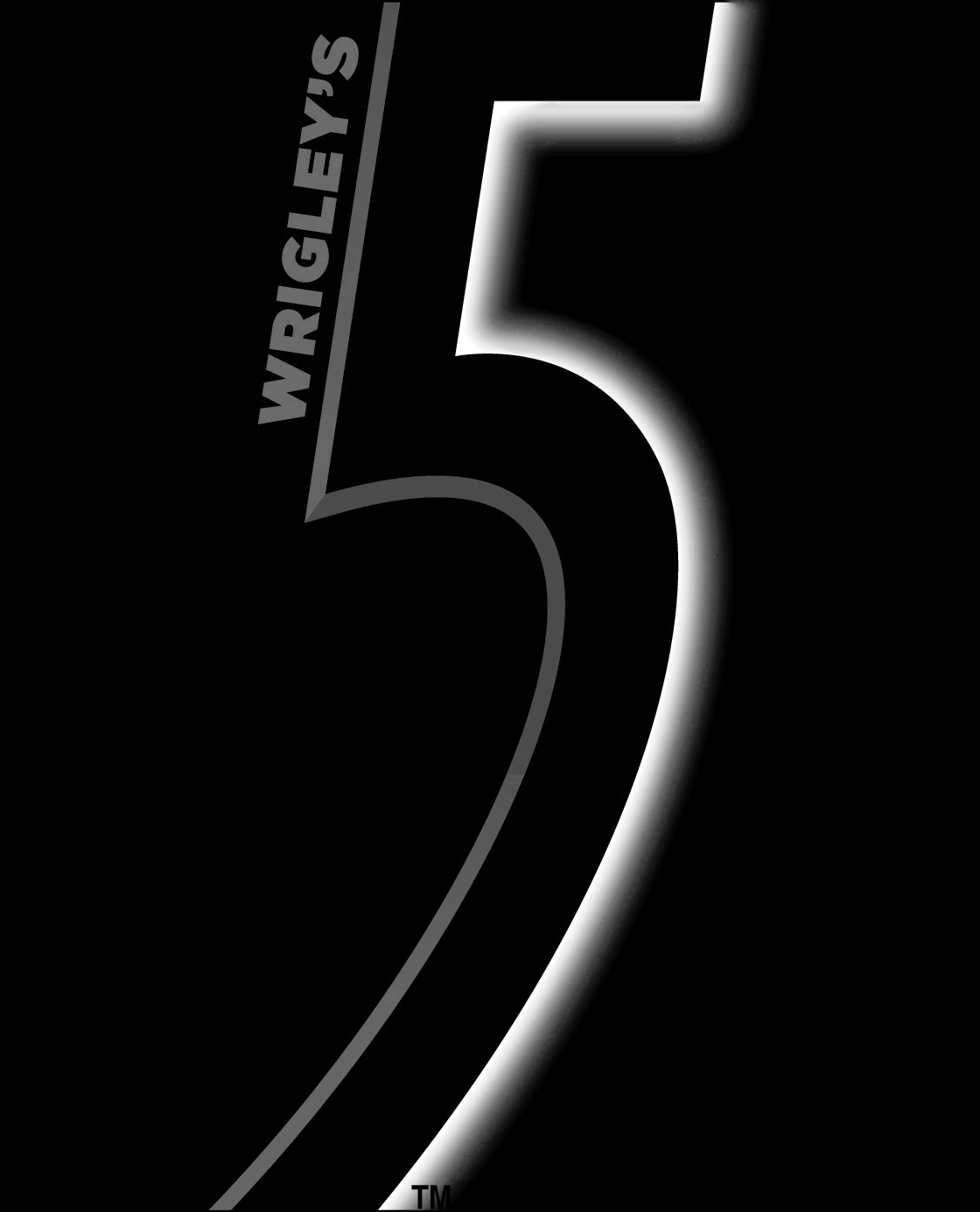
نشان آدامس ۵

۵ یا فایو یک نام تجاری آدامس بدون قند است که توسط شرکت ریگلی تولید و برای نوجوانان به بازار عرضه می‌شود. نام "۵" به حواس پنجگانه انسان و این موضوع که این آدامس در کل ۵ کالری دارد، اشاره می‌کند. (با شعار تبلیغاتی "حواس خود را تحریک کنید" و "جویدن آدامس فایو چه حسی دارد")
آدامس ۵ در مارس ۲۰۰۷ در ایالات متحده، در ژانویه ۲۰۰۸ در کانادا، در سال ۲۰۰۹ در روسیه، اروپا و استرالیا و در سال ۲۰۱۰ در چین، هند، ایتالیا، خاورمیانه، تایلند و مالزی معرفی شد.

## ارزش غذایی
هر یک عدد آدامس فایو، ۵ کالری دارد و حاوی آسپارتام (با فنیل آلانین)، آسسولفام-پتاسیم، لسیتین سویا، سوربیتول، مانیتول و سایر شیرین کننده‌ها است.

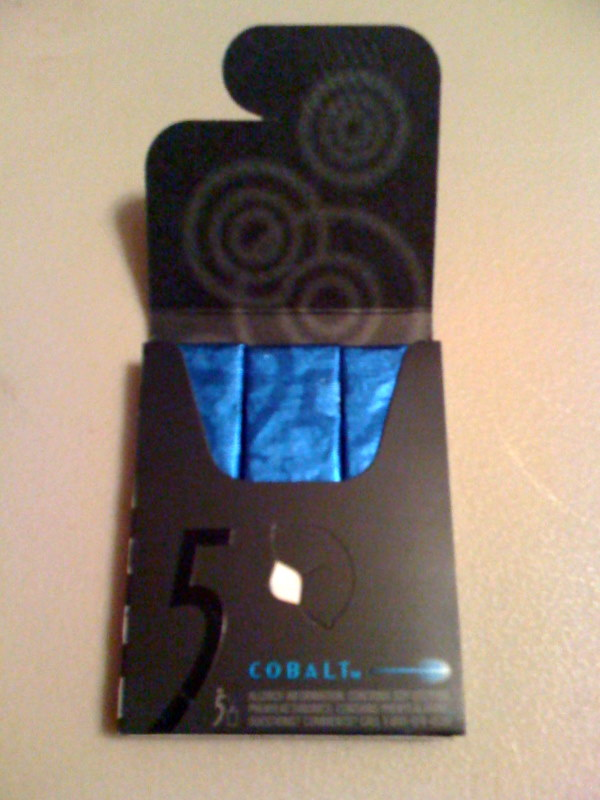
داخل بسته بندی آدامس ۵ کبالت
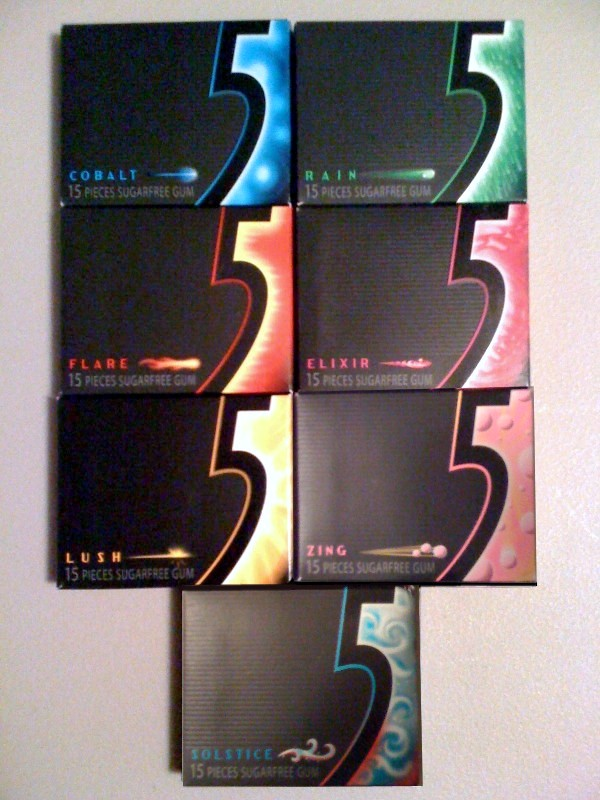
بسته بندی آدامس ۵
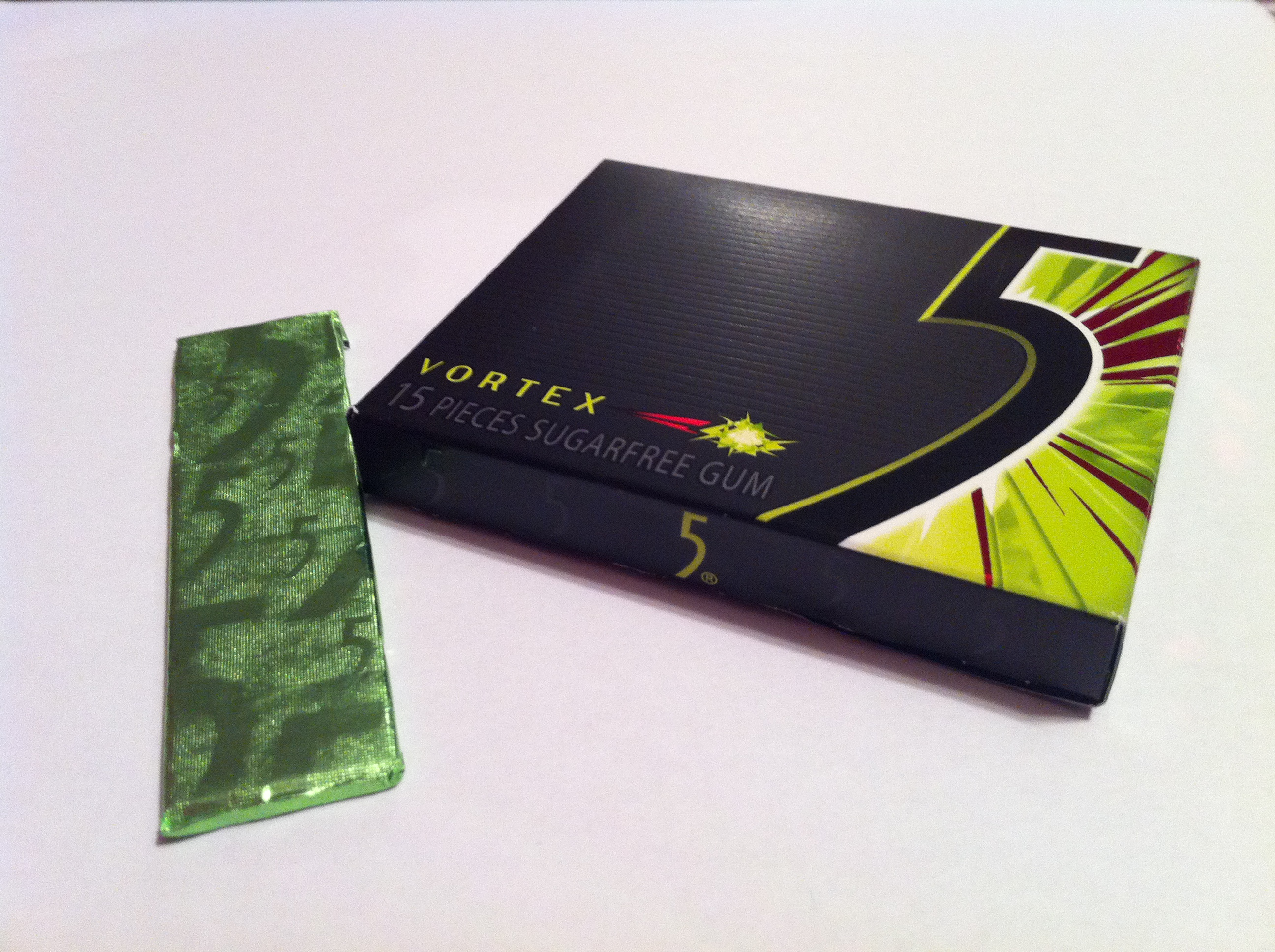
یک بسته آدامس ۵ ورتکس (سیب سبز)